# Sommervieu
Sommervieu est une commune française, située dans le département du Calvados en région Normandie, peuplée de 987 habitants (les Sommerviducasses).

## Géographie
| Magny-en-Bessin      | Ryes             | Ryes             |
| Saint-Vigor-le-Grand | Sommervieu       | Le Manoir        |
| Saint-Vigor-le-Grand | Vienne-en-Bessin | Vienne-en-Bessin |

### Hydrographie
La commune est située dans le bassin Seine-Normandie. Elle est drainée par la Gronde,.

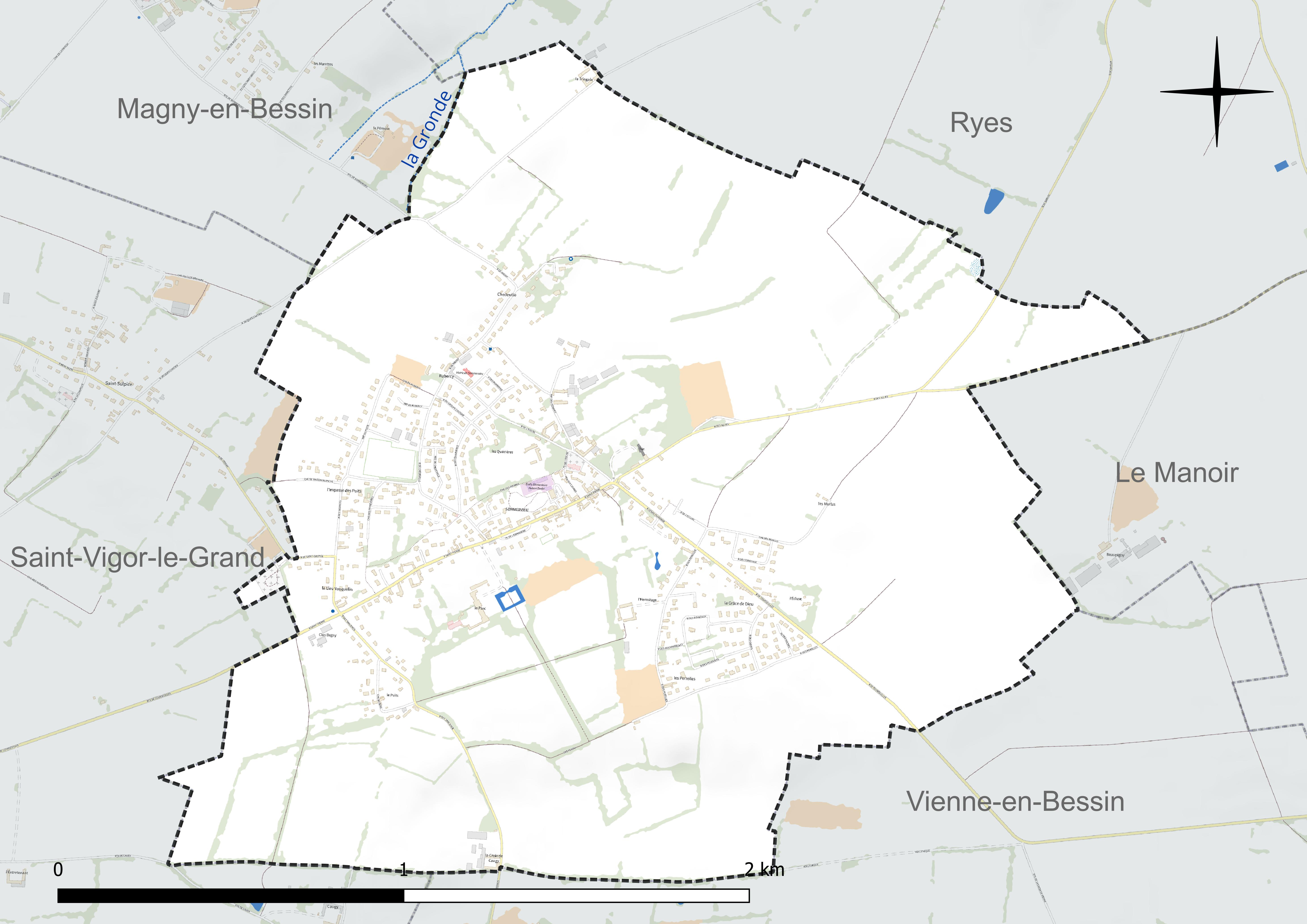
Réseau hydrographique de Sommervieu.

### Climat
Pour des articles plus généraux, voir Climat de la Normandie et Climat du Calvados.
En 2010, le climat de la commune est de type climat océanique franc, selon une étude du CNRS s'appuyant sur une série de données couvrant la période 1971-2000. En 2020, Météo-France publie une typologie des climats de la France métropolitaine dans laquelle la commune est exposée à un climat océanique et est dans la région climatique  Normandie (Cotentin, Orne), caractérisée par une pluviométrie relativement élevée (850 mm/a) et un été frais (15,5 °C) et venté. Parallèlement le GIEC normand, un groupe régional d'experts sur le climat, différencie quant à lui, dans une étude de 2020, trois grands types de climats pour la région Normandie, nuancés à une échelle plus fine par les facteurs géographiques locaux. La commune est, selon ce zonage, exposée à un « climat des plateaux abrités », correspondant à la plaine agricole de Caen à Falaise, sous le vent des collines de Normandie et proche de la mer, se caractérisant par une pluviométrie et des contraintes thermiques modérées.
Pour la période 1971-2000, la température annuelle moyenne est de 10,9 °C, avec  une amplitude thermique annuelle de 11,1 °C. Le cumul annuel moyen de précipitations est de 722 mm, avec 12,4 jours de précipitations en janvier et 7,6 jours en juillet. Pour la période 1991-2020, la température moyenne annuelle observée sur la station météorologique la plus proche, située sur la commune de Bernières-sur-Mer à 17 km à vol d'oiseau, est de 11,7 °C et le cumul annuel moyen de précipitations est de 695,0 mm,. Pour l'avenir, les paramètres climatiques de la commune estimés pour 2050 selon différents scénarios d'émission de gaz à effet de serre sont consultables sur un site dédié publié par Météo-France en novembre 2022.

## Urbanisme

### Typologie
Au 1er janvier 2024, Sommervieu est catégorisée commune rurale à habitat dispersé, selon la nouvelle grille communale de densité à 7 niveaux définie par l'Insee en 2022.
Elle est située hors unité urbaine. Par ailleurs la commune fait partie de l'aire d'attraction de Caen, dont elle est une commune de la couronne,. Cette aire, qui regroupe 296 communes, est catégorisée dans les aires de 200 000 à moins de 700 000 habitants,.

### Occupation des sols
L'occupation des sols de la commune, telle qu'elle ressort de la base de données européenne d'occupation biophysique des sols Corine Land Cover (CLC), est marquée par l'importance des territoires agricoles (80,7 % en 2018), en diminution par rapport à 1990 (84,9 %). La répartition détaillée en 2018 est la suivante : 
terres arables (67,2 %), zones urbanisées (19,3 %), zones agricoles hétérogènes (13,5 %). L'évolution de l'occupation des sols de la commune et de ses infrastructures peut être observée sur les différentes représentations cartographiques du territoire : la carte de Cassini (XVIIIe siècle), la carte d'état-major (1820-1866) et les cartes ou photos aériennes de l'IGN pour la période actuelle (1950 à aujourd'hui).

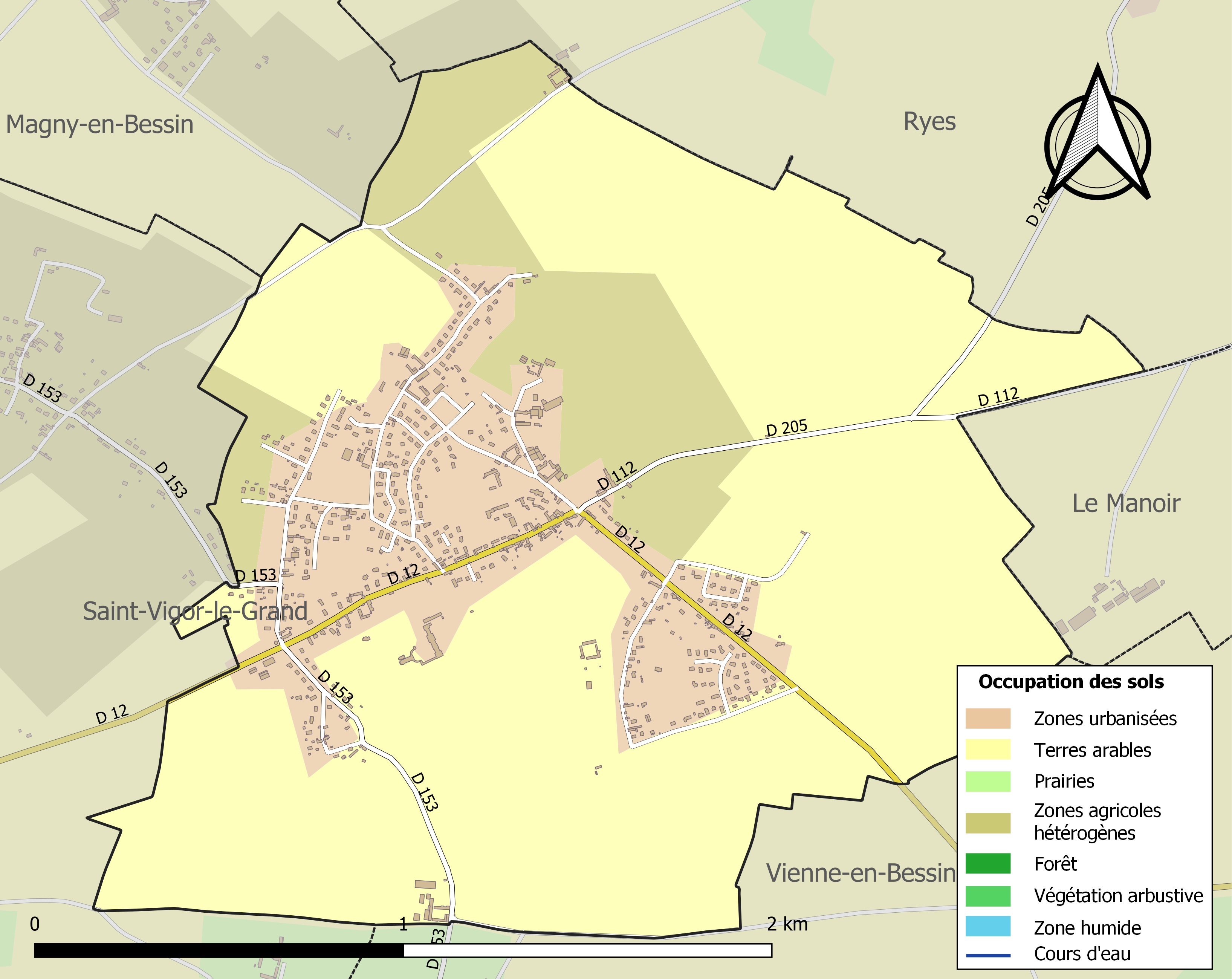
Carte des infrastructures et de l'occupation des sols de la commune en 2018 (CLC).

## Toponymie
Le nom de la localité est attesté sous les formes Summerveium en 1146 ; Summerveu en 1155 - 59 ; Summerveium en 1166 et 1218 ; Sommerium en 1234 (lib. rub. Troarn. p. 122) ; Sommerveium in Comba en 1241 (ch. de Mondaye) ; Summerveyum en 1247 (cartul. norm. n° 1179, p. 323) ; Sommeium en 1264 (ch. d'Ardennes, p. 33) ; Summerveum 1277 (ch. de l'abb. de Mondaye et ch. de Bayeux) ; Sommerveu 1290 (censier de Saint-Vigor, n° 36) ;  Sommerveyum XIVe siècle (taxat. decim.) ; Sommarvieu en 1377 (ch. de Bayeux, rôle 102) ; Sommervieulx 1653 (carte de Tassin) ; Sommervieux en 1793.
La leçon fournie en 1926 par la Société des sciences, arts et belles-lettres de Bayeux n'est pas retenue par les travaux ultérieurs puisqu'elle ne s'appuie pas sur les formes anciennes, mais sur un hypothétique latin Solimari(i) viculus (comprendre *Solimari(i) viculus, car cette forme est inventée pour la circonstance) qui serait fondé sur le nom de personne celtique (gaulois) Solimaros. L'autre élément, le latin vīculus est le diminutif de vīcus « village » qui est cependant la source du germanique *wīkō, dont procèdent le vieux saxon wīk et le vieil anglais wīc, wīċ de sens proches (cf. ci-après et Vicques vers Falaise).
Albert Dauzat n'a pas analysé ce nom de lieu, sans doute n'est-il pas en mesure d'en proposer une explication satisfaisante et René Lepelley se contente d'un laconique « sens incertain ». François de Beaurepaire quant-à-lui prend en compte toute une série de toponymes en -(v)ieu(x) concentré dans la région tels que Manvieux, Audrieu et Vaussieux et considère que l'élément final -(v)ieu(x) représente l'anglo-saxon wic « habitation ». Quant au premier élément Sommer-, il le relie aux substantifs somer / sumer « été » (comprendre vieux norrois et vieux saxon sumar; vieil anglais sumor, sumer « été ») et s'appuie sur des comparaisons avec les toponymes danois Sommerstad (Sumarstada 1200) et anglais Somersham, Somercotes, etc. Sommervieu serait issu d'un composé anglo-scandinave *Sumerwich signifiant « habitation d'été » destinée à l'exploitation estivale du terroir de même valeur que le latin aestivales qui a donné Étavaux (Orne) et les nombreux Étevaux (Côte-d'Or, Estival 1188); Étival (Sarthe, Aestivale 616), etc. Le vieil anglais wīċ peut effectivement avoir accessoirement le sens d'« abri temporaire, camp, gîte » en face de celui de « village » (cf. toponymes britanniques en -wich : Norwich, Ipswich, Northwich, Parwich, etc.).
Remarques : cette évolution phonétique insolite -wi / -ui  > -vieu serait caractéristique de la Normandie occidentale comme on la constate dans les formes dialectales sieus, tieule et nieure correspondant du français suis, tuile et nuire. Le gentilé pseudo-savant Sommerviducasse est basé sur un rapprochement erroné de l'élément -vieu avec la civitas des Viducasses appelée aujourd'hui Vieux, qui procède de Viducasses.

## Histoire
Le château de Sommervieu est mentionné dès le XIVe siècle. Son fief est acquis en même temps que le château par l'évêché de Bayeux en 1477. Au XVIIIe siècle, le château est reconstruit et l'évêque Paul d'Albert de Luynes en fait sa résidence d'été. Cet ensemble est transformé en séminaire au XIXe siècle avec la construction de nouveaux bâtiments.
De 1899 à 1922, la commune est desservie par les tramways à vapeur de la ligne de tramway de Bayeux à Arromanches et de la ligne de tramway de Bayeux à Courseulles-sur-Mer des Chemins de fer du Calvados.

## Politique et administration
| Période                                  | Période    | Identité           | Étiquette | Qualité                                 |
| ---------------------------------------- | ---------- | ------------------ | --------- | --------------------------------------- |
| avant 1988                               | 1989       | Kléber Lissot      |           |                                         |
| 1989                                     | 1995       | Hubert Bodin       |           | Professeur des écoles                   |
| 1995                                     | mars 2001  | Gaston Hélie       |           |                                         |
| mars 2001                                | avril 2014 | Hubert Bodin       | PS        | Professeur des écoles, retraité         |
| avril 2014                               | En cours   | Mélanie Lepoultier | DVD       | Enseignante, conseillère départementale |
| Les données manquantes sont à compléter. |            |                    |           |                                         |

## Démographie
L'évolution du nombre d'habitants est connue à travers les recensements de la population effectués dans la commune depuis 1793. Pour les communes de moins de 10 000 habitants, une enquête de recensement portant sur toute la population est réalisée tous les cinq ans, les populations de référence des années intermédiaires étant quant à elles estimées par interpolation ou extrapolation. Pour la commune, le premier recensement exhaustif entrant dans le cadre du nouveau dispositif a été réalisé en 2007.
En 2022, la commune comptait 987 habitants, en évolution de −1,6 % par rapport à 2016 (Calvados : +1,58 %, France hors Mayotte : +2,11 %).
| 1793 | 1800 | 1806 | 1821 | 1831 | 1836 | 1841 | 1846 | 1851 |
| ---- | ---- | ---- | ---- | ---- | ---- | ---- | ---- | ---- |
| 427  | 316  | 422  | 422  | 427  | 453  | 423  | 481  | 502  |

| 1856 | 1861 | 1866 | 1872 | 1876 | 1881 | 1886 | 1891 | 1896 |
| ---- | ---- | ---- | ---- | ---- | ---- | ---- | ---- | ---- |
| 519  | 548  | 547  | 531  | 506  | 485  | 483  | 452  | 478  |

| 1901 | 1906 | 1911 | 1921 | 1926 | 1931 | 1936 | 1946 | 1954 |
| ---- | ---- | ---- | ---- | ---- | ---- | ---- | ---- | ---- |
| 473  | 427  | 343  | 304  | 314  | 285  | 264  | 314  | 326  |

| 1962 | 1968 | 1975 | 1982 | 1990 | 1999 | 2006 | 2007  | 2012  |
| ---- | ---- | ---- | ---- | ---- | ---- | ---- | ----- | ----- |
| 359  | 343  | 555  | 804  | 786  | 734  | 967  | 1 000 | 1 025 |

| 2017 | 2022 | - | - | - | - | - | - | - |
| ---- | ---- | - | - | - | - | - | - | - |
| 990  | 987  | - | - | - | - | - | - | - |

## Culture locale et patrimoine

### Lieux et monuments
- Église Saint-Pierre-et-Sainte-Geneviève du XIIIe siècle, abritant des œuvres, notamment des toiles, classées à titre d'objets ou inventoriées aux Monuments historiques[27].
- Domaine de l'ancien séminaire, construit au XIXe siècle  Inscrit MH (2024)[22] :
  - bâtiment principal de l'ancien séminaire, anciens réfectoire et cuisine, communs, pavillon dit de l'orangerie ;
  - douves et grille d'entrée, douves en eau de l'ancien château du XVIIIe siècle disparu,
  - galerie et fausse galerie du faux cloître,
  - chapelle et sacristie.
- Nombreux bâtiments inventoriés aux Monuments historiques[28].

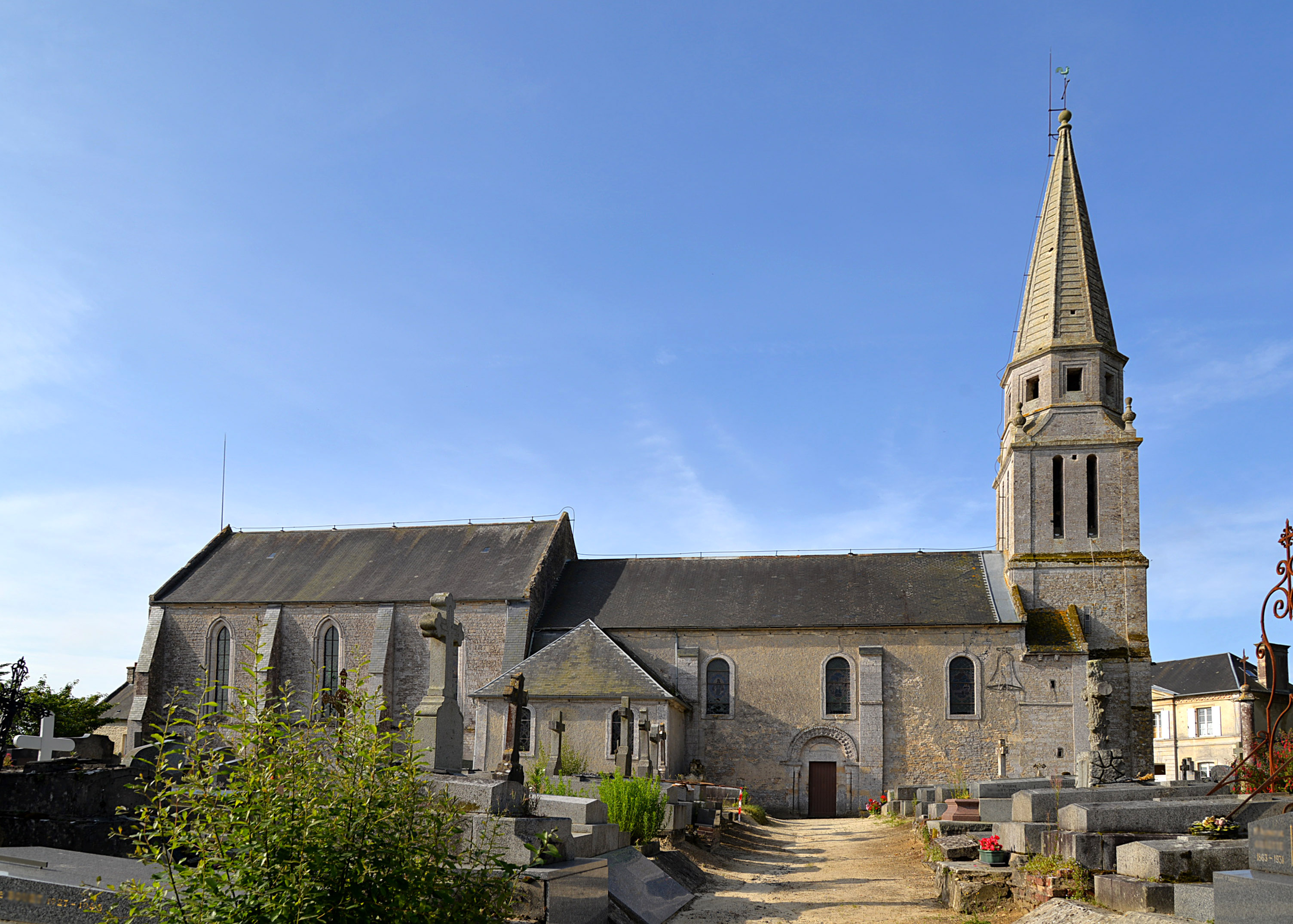
L'église Saint-Pierre-et-Sainte-Geneviève. Vue côté nord.
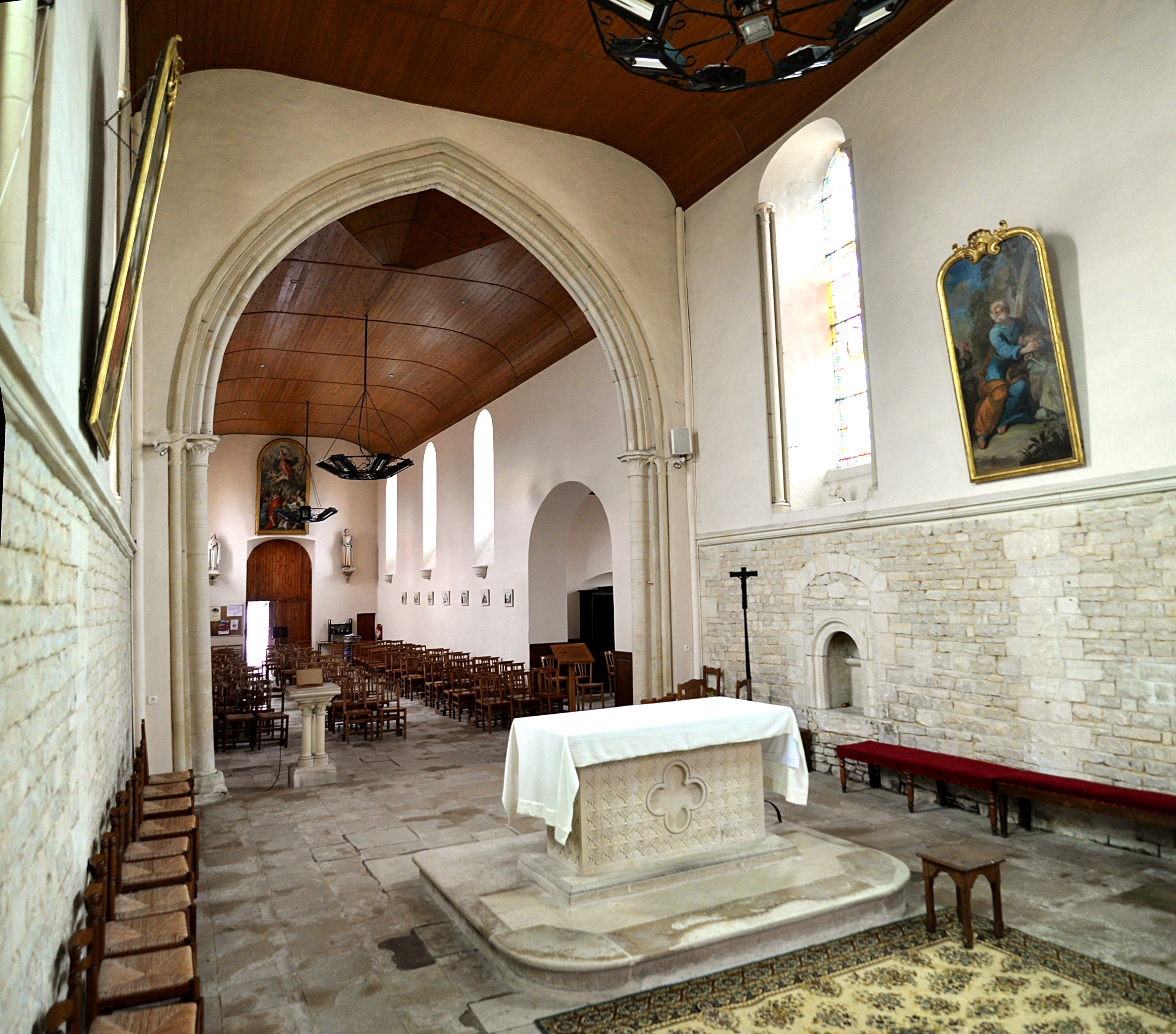
Intérieur de l'église Saint-Pierre-et-Sainte-Geneviève.
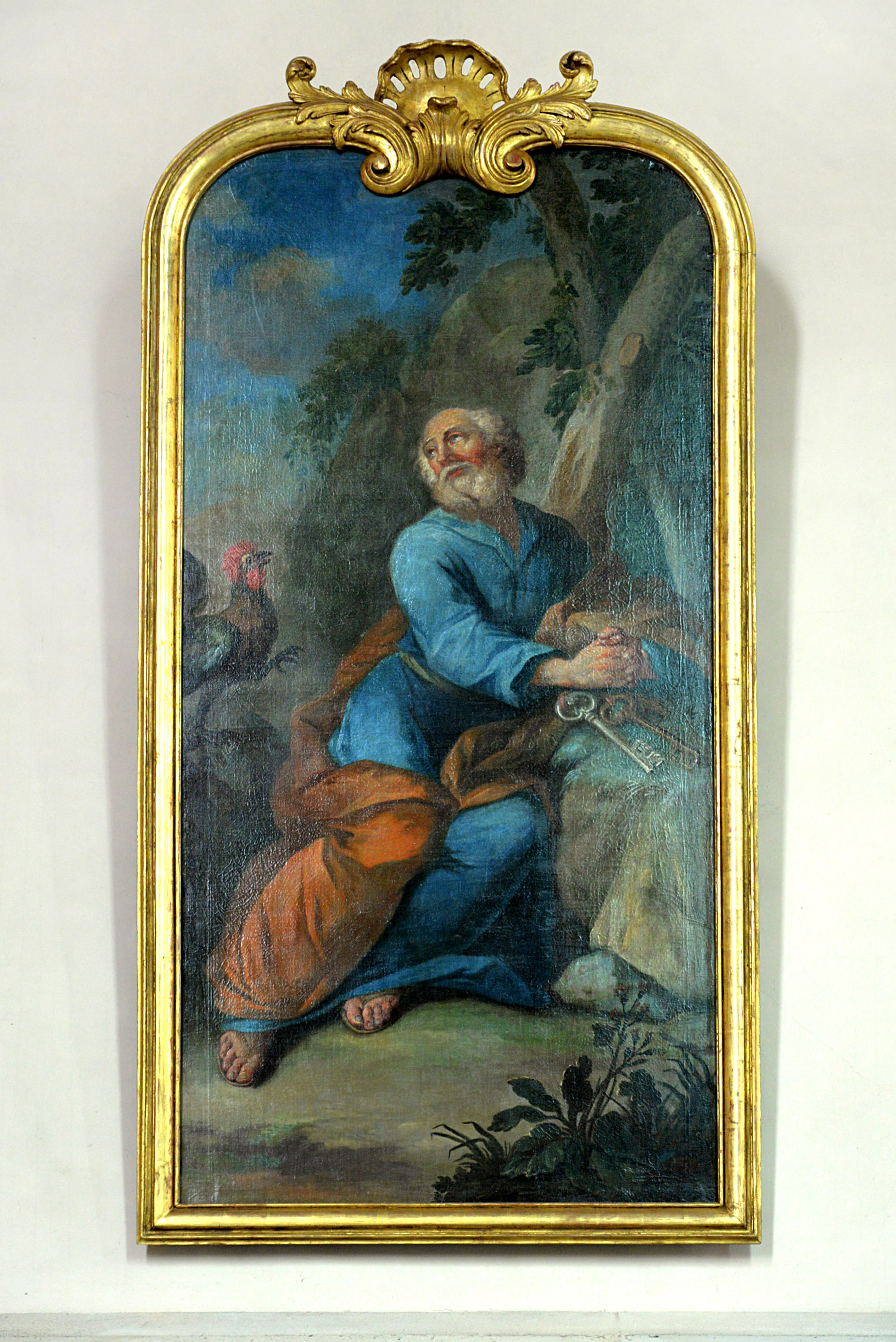
Représentation de Saint-Pierre.
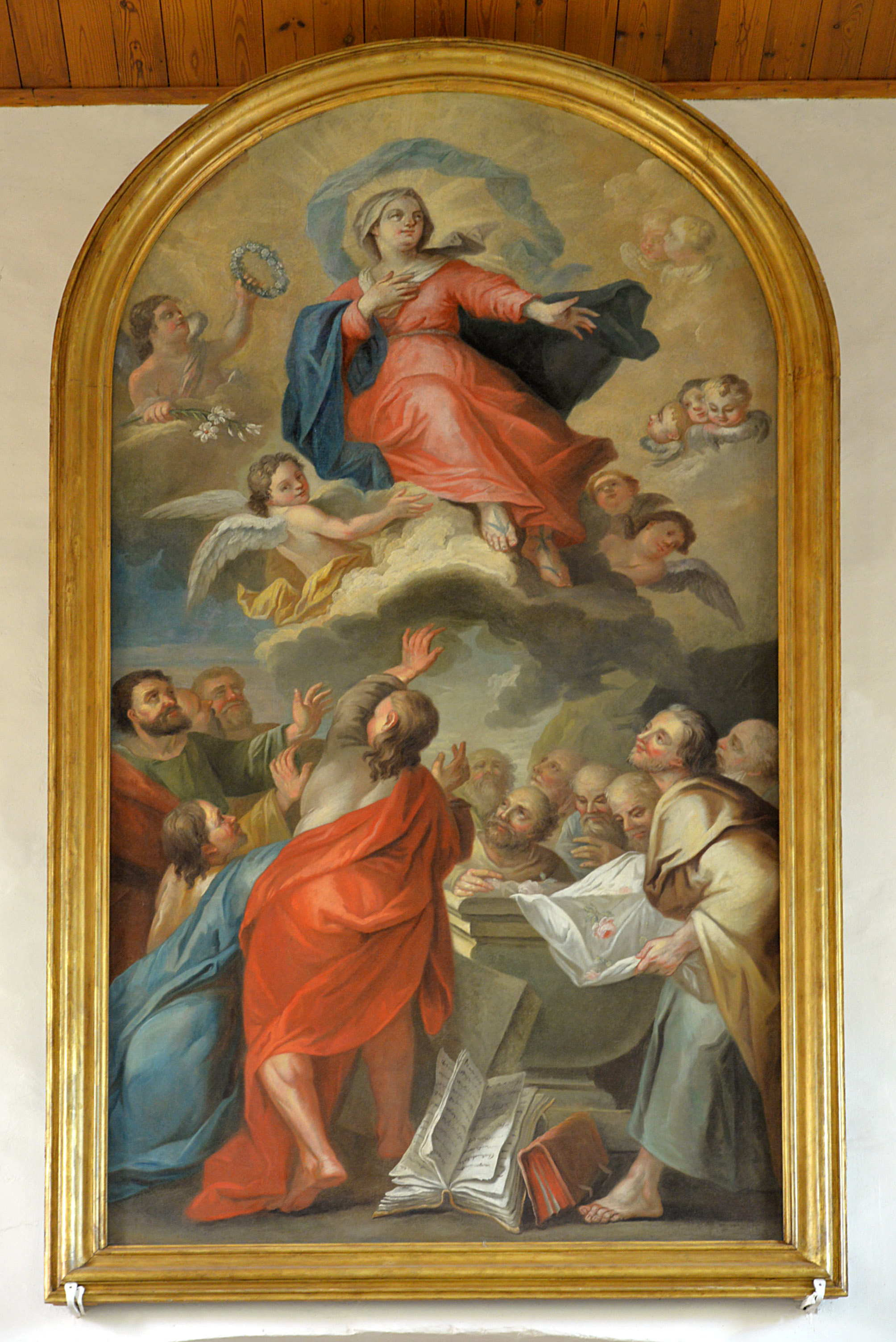
Représentation de l'Assomption de La Vierge.
Représentation de Sainte-Geneviève.
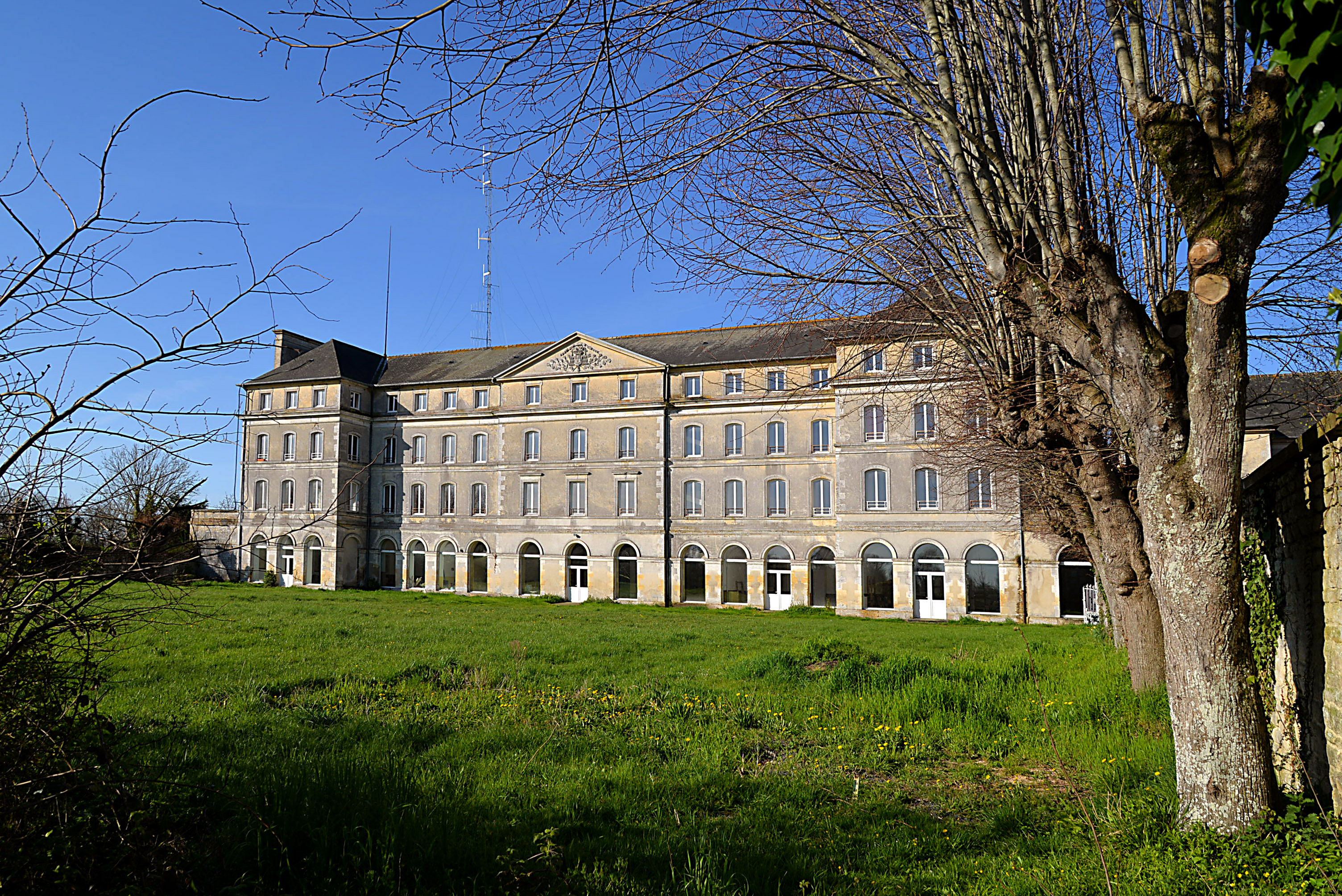
L'ancien grand séminaire.
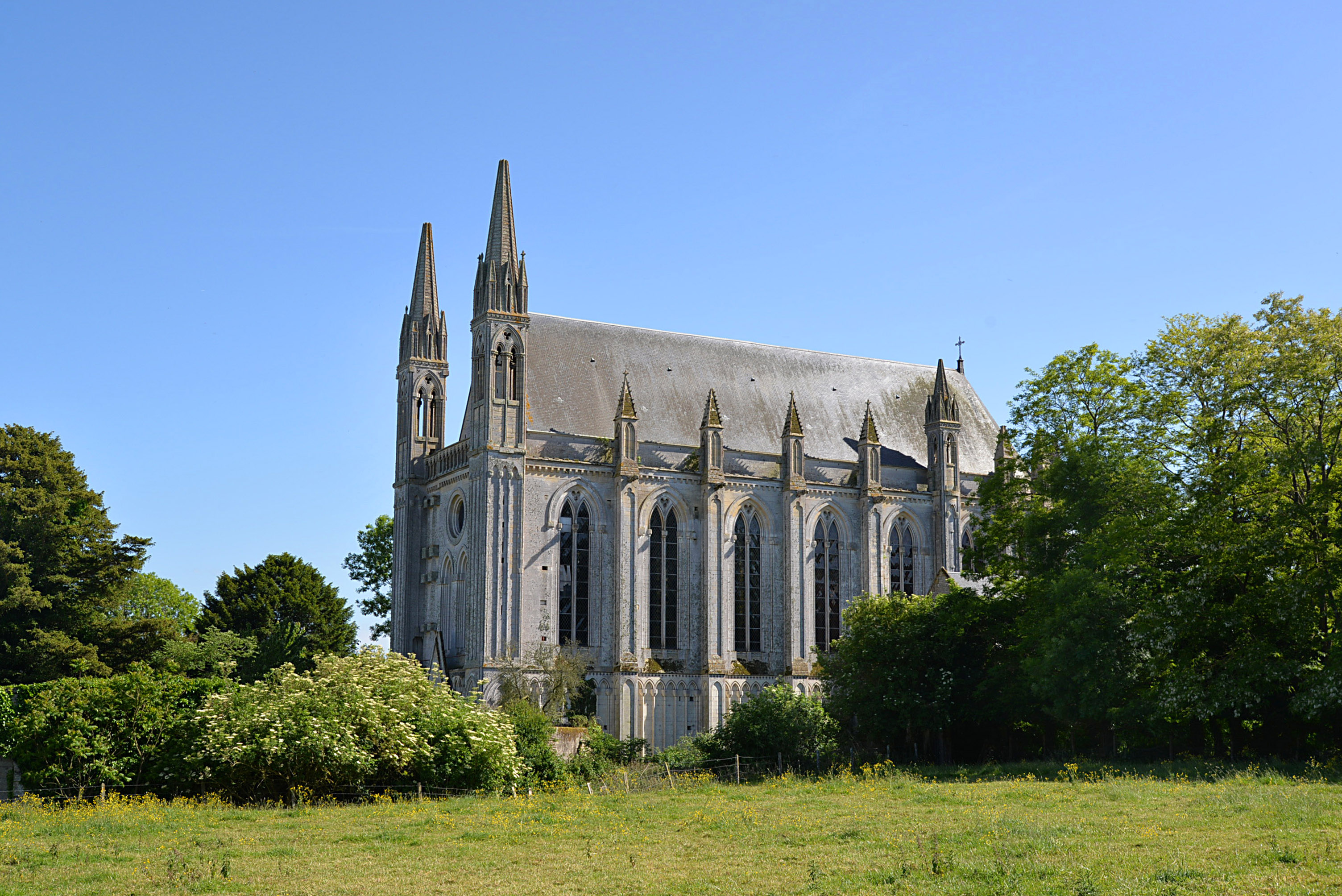
La chapelle de l'ancien grand séminaire.
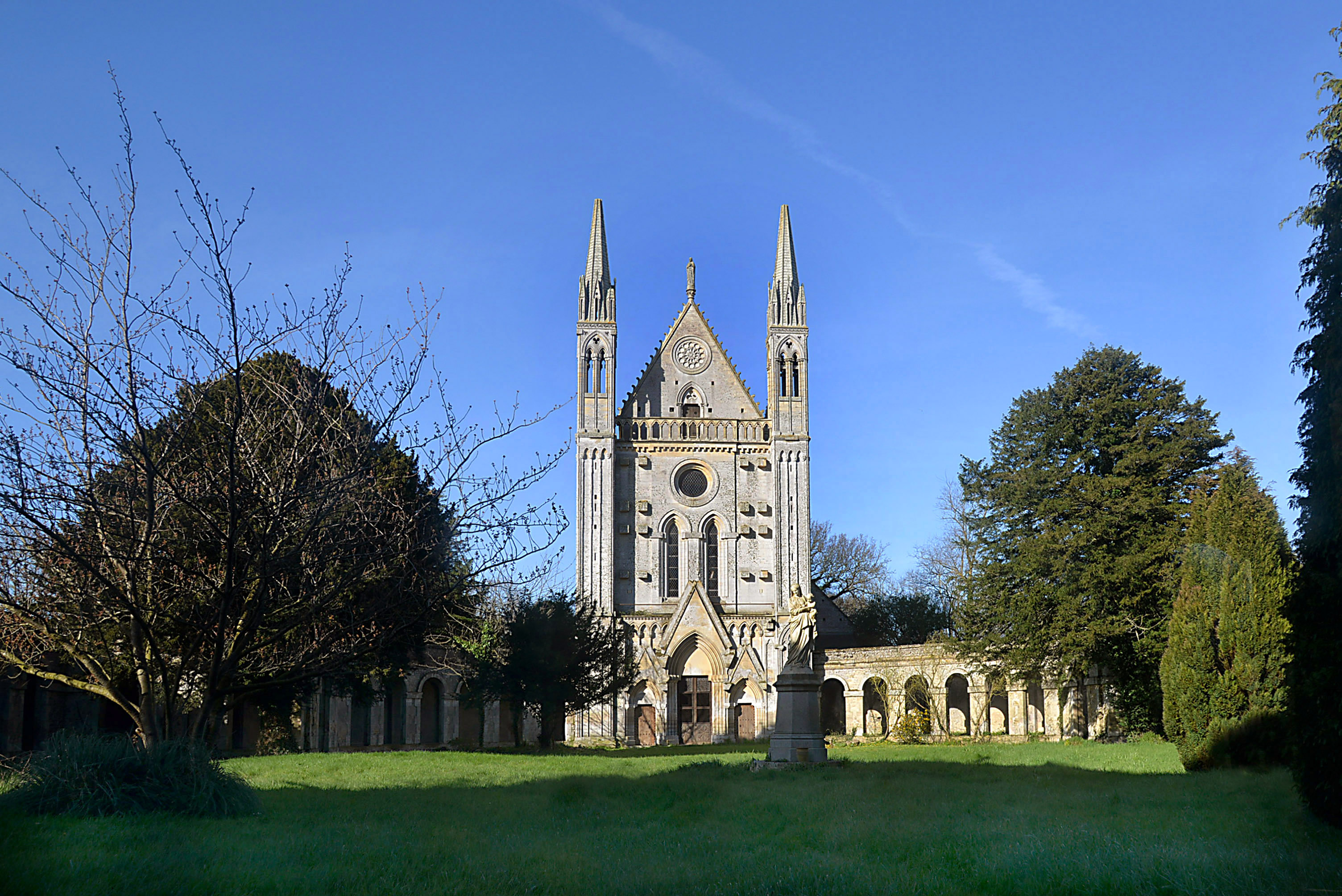
La chapelle de l'ancien grand séminaire.
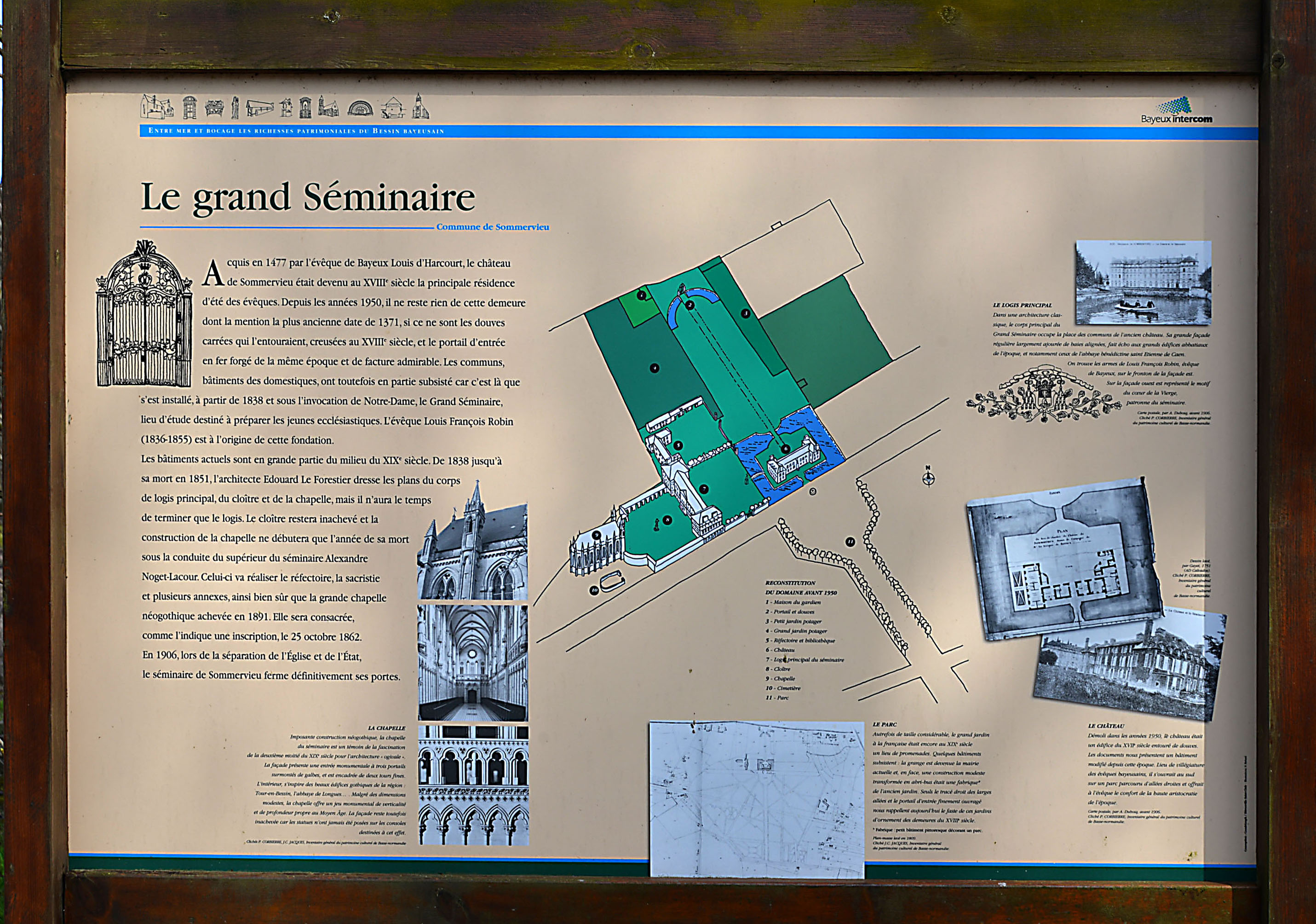
Plan de l'ancien grand séminaire.
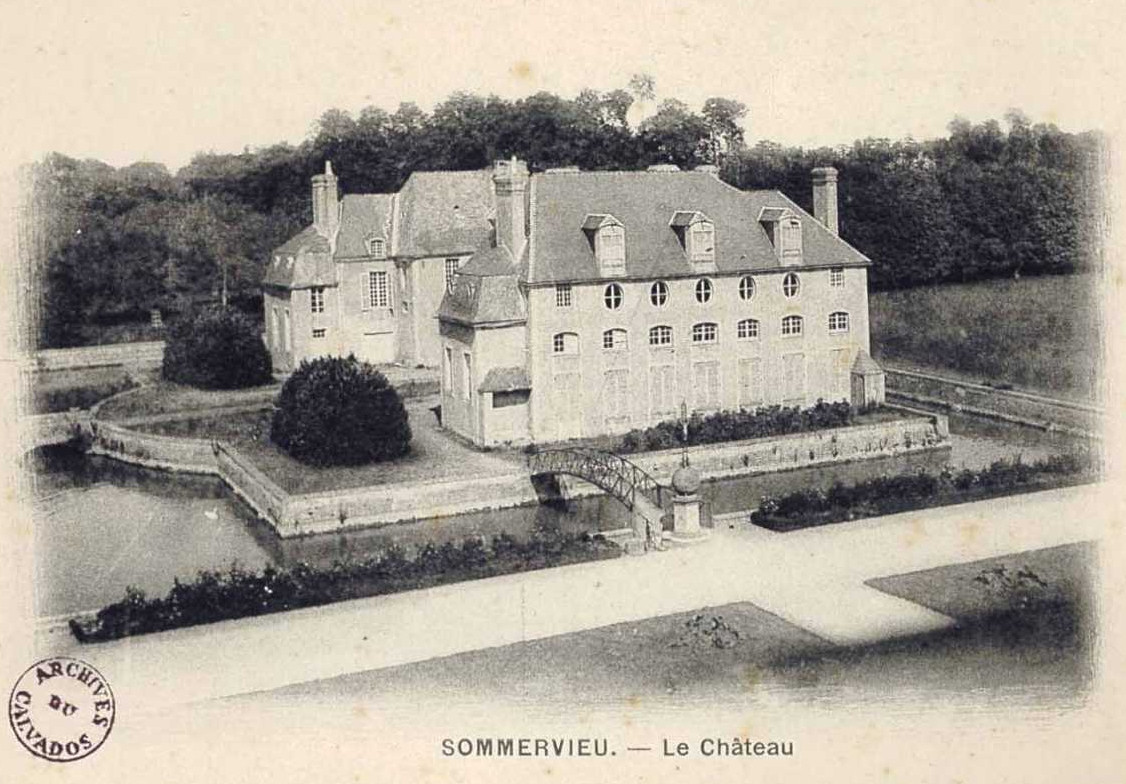
Le château, vers 1900.

### Activité et manifestations

#### Sports
L'Union sportive intercommunale Bessin Nord fait évoluer une équipe de football en ligue de Basse-Normandie et deux autres en divisions de district.

### Héraldique
| Armes de Sommervieu | Les armes de la commune de Sommervieu se blasonnent ainsi : De gueules aux deux clefs renversées d'argent passées en sautoir, soutenues de deux léopards contournés d'or passant l'un sur l'autre. Les deux léopards d'or sur champ de gueules rappellent les armes de la Normandie. |